# Diascia hayesi
Diascia hayesi là một loài bướm đêm trong họ Noctuidae.